# لوراکس (کتاب)
لوراکس (به انگلیسی: The Lorax) کتابی برای کودکان نوشته سوس گایزل است که در سال ۱۹۷۱ میلادی منتشر شد.